# Одноробовка (село)
Одноро́бовка (укр. Одноробівка), в XVIII в. Однороб, также Адноробая — село,
Одноробовский сельский совет,
Золочевский район,
Харьковская область, Украина.
Код КОАТУУ — 6322684501. Население по переписи 2001 года составляет 1100 (527/573 м/ж) человек.
Является административным центром Одноробовского сельского совета, в который, кроме того, входят сёла
Борохи,
Греси,
Ковали,
Мартыновка,
Петровка,
Постольное,
Стогнии,
Цилюрики,
посёлки
Муравское и
Снеги.

## Географическое положение
Село Одноробовка находится на расстоянии 13 км от Золочева в шести км от реки Уды (правый берег), к селу примыкает посёлок Муравское.
По селу протекает безымянный ручей с запрудами.
Рядом с селом проходит железная дорога Золочев-Готня, станция Муравский.
На расстоянии в 3 км проходит автомобильная дорога Т-2103.

## История
- 1724 — дата основания[1][2] хутора Романовка, основанного по правую сторону от Муравского шляха (нынешний остановочный пункт электропоезда Муравский соответствует старой дороге).
- В 1750 году уже называется Одноробовка[2].
- В 1750 году построен православный храм Рождества Христова; население составляло 270 взрослых мужчин (женщины и дети, не платившие налогов, не учитывались).
- Население в 1779 году, согласно «Ведомости, исъ какихъ именно городовъ и уездовъ Харьковское наместничество составлено и сколько было въ нихъ душъ на 1779 годъ», было 316 «владельческих подданных» майорши Бежановой, капитанши Бородаевской и прапорщицы Судженской (учитывались только мужчины)[6].
- Являлась центром Одноробовской волости Харьковского уезда Харьковской губернии Российской империи.
- 1893 год — построено здание Начального народного училища[9].
- на фронтах ВОВ воевали 172 жителя села; из них 45 погибли; 31 человек удостоен орденов и медалей СССР[2].
- Во время ВОВ село было разрушено. В послевоенное время, с 1945 по 1966 год, в селе было построено 200 домов.
- В 1960 году в селе было отделение Конгрессовского сахкомбината[10].
- В 1966 году население составляло 1215 человек; в селе были училище механизации сельского хозяйства, школа, библиотека.
- В 1975 году население было 1068 человек и насчитывалось 211 дворов[2].
- В 1975 в селе работали сельское ПТУ в 276 учащимися, средняя школа с 257 учащимися, дом культуры с залом на 450 мест, библиотека с книжным фондом 6 900 экз., медпункт, детский сад, торговый центр, быткомбинат[2].

### Современность
Прямо возле Одноробовки проходит граница Украины и России; нп достаточно часто упоминается в СМИ с 1990-х годов как место изъятия различных ценностей (например, икон) и контрабанды.

## Экономика
- Одноробовская птицефабрика. Построена во второй половине 1960-х годов.
- Одноробовский профессиональный аграрный лицей.
- Фермерское хозяйство «Альфа» основано в 1992 году. Директор Белинский Виктор Иванович.
- Сельскохозяйственное АО «Ивашковское» (в Ивашках).

## Культура
- Одноробовский клуб[11].

## Транспорт
Электропоезда ходят из Харькова до Золочева, дальше — поезд из 2-3 вагонов от Золочева до Одноробовки. В 2000-х годах до станции ходил рельсобус.

## Достопримечательности
- Братская могила советских воинов. Похоронено 30 павших воинов.